# Muricea austera
Muricea austera är en korallart som beskrevs av Addison Emery Verrill 1869. Muricea austera ingår i släktet Muricea och familjen Plexauridae. Inga underarter finns listade i Catalogue of Life.